# Daniił Oriechin
Daniił Andriejewicz Oriechin, ros. Даниил Андреевич Орехин (ur. 12 kwietnia 1995 w Jarosławiu) – rosyjski hokeista.

## Kariera
- Sputnik Almietjewsk (2012-2015)
- Rieaktor Niżniekamsk (2013/2014)
- Nieftianik Almietjewsk (2013/2014)
- Irbis Kazań (2015/2016)
- Sławuticz Smoleńsk (2016/2017)
- CSK WWS Samara (2016/2017)
- HK Czełny (2016/2017)
- Nesta Mires Toruń (2017-2018)
- KH Energa Toruń (2018-2019)
- Zagłębie Sosnowiec (2019-2020)
- Re-Plast Unia Oświęcim (2020-2022)
- HK Lida (2022-)

Wychowanek Łokomotiwa Jarosław w rodzinnym mieście. Występował w juniorskich rozgrywkach MHL-B i MHL oraz w seniorskich WHL i WHL-B. Latem 2017 został zawodnikiem polskiego klubu z Torunia (wraz z nim jego rodacy (Siemion Garszyn i Robiert Korczocha). Wraz z zespołem w 2018 awansował z I ligi do Polskiej Hokej Lidze, po czym przedłużył kontrakt. W marcu 2019 Garszyn, Oriechin i Korczocha odeszli z Torunia, po czym w maju zostali zakontraktowani w Zagłębiu Sosnowiec. Na początku stycznia 2020 wszyscy trzej odeszli z Zagłębia. W tym samym miesiącu Garszyn i Oriechin przeszli do Unii Oświęcim. W kwietniu 2020 obaj przedłużyli tam swoje kontrakty. Przed sezonem 2022/2023 przeszedł do białoruskiego HK Lida.

## Sukcesy
Klubowe
- Złoty medal I ligi: 2018 z Nestą Mires Toruń
- Srebrny medal mistrzostw Polski: 2020[9], 2022 z Re-Plast Unią Oświęcim
- Finał Pucharu Polski: 2021 z Unią Oświęcim

Indywidualne
- I liga polska w hokeju na lodzie (2017/2018)[10][11]:
  - Drugie miejsce w klasyfikacji strzelców w sezonie zasadniczym: 42 gole
  - Trzecie miejsce w klasyfikacji asystentów w sezonie zasadniczym: 47 asyst
  - Pierwsze miejsce w klasyfikacji kanadyjskiej w sezonie zasadniczym: 87 punktów
  - Piąte miejsce w klasyfikacji strzelców w fazie-play-off: 9 goli
  - Piąte miejsce w klasyfikacji asystentów w fazie-play-off: 11 asyst
  - Czwarte miejsce w klasyfikacji kanadyjskiej w fazie-play-off: 20 punktów
- Polska Hokej Liga (2018/2019)[12]:
  - Pierwsze miejsce w klasyfikacji asystentów w sezonie zasadniczym: 34 asysty
  - Drugie miejsce w klasyfikacji kanadyjskiej w sezonie zasadniczym: 54 punkty